# 丘憲章
丘宪章（1564年—1618年），字從周，號尼山，福建延平府南平縣人，軍籍，明朝政治人物。

## 生平
万历十九年（1591年）辛卯科福建乡试举人，三十五年（1607年）丁未科進士，大理寺觀政，奉敕督蓟辽边屯，便道归省。三十七年（1609年）授惠州府推官，任內砥礪名節、平反刑獄，四十年（1612年）任廣東鄉試考官，四十三年任江西乡试考官，取士稱得人，四十四年考績行取時，因母親逝世回鄉，不久去世，享年五十五，入祀鄉賢祠。

## 家族
曾祖丘阜；祖父丘汝大；父丘雲龍，號乾江。母林氏，封孺人。慈侍下。弟憲典。